# Erebia brucei
Erebia brucei är en fjärilsart som beskrevs av Henry John Elwes 1889. Erebia brucei ingår i släktet Erebia och familjen praktfjärilar. Inga underarter finns listade i Catalogue of Life.